# Бербетеску
Бербетеску (рум. Bărbătescu) — село у повіті Яломіца в Румунії. Входить до складу комуни Аксінтеле.
Село розташоване на відстані 58 км на схід від Бухареста, 45 км на захід від Слобозії, 132 км на південний захід від Галаца, 149 км на південний схід від Брашова.

## Населення
За даними перепису населення 2002 року у селі проживали 246 осіб, усі — румуни. Усі жителі села рідною мовою назвали румунську.